# Lepidopus
Lepidopus  — це рід риб, що належить до родини Волосохвостові (Trichiuridae). Вони живуть на сході Північної Атлантики (від Франції у Сенегалі , включаючи Азорські острови, Мадейру, Канарські острови і Західне Середземномор'я), і в Південній півкулі (Південна Африка, Австралія і Нова Зеландія). Це бентопелагічні риби живуть на піщаному дні континентального шельфу на глибині до 400 м. Хвостовий плавець роздвоєний.  Розмноження відбувається з кінця зими до ранньої весни на берегах Північної Африки і від літа до осені у Адріатичному морі. Вони їдять рибу, ракоподібних і кальмарів. Комерційний вилов в Марокко і Португалії.

## Види
- Рід Lepidopus
  - Lepidopus altifrons
  - Lepidopus calcar
  - Lepidopus caudatus
  - Lepidopus dubius
  - Lepidopus fitchi
  - Lepidopus manis

## Зовнішні посилання
- Encyclopedia of Life[недоступне посилання з червня 2019]
- Animal Diversity Web
- ZipCodeZoo
- Barcodes of Life
- GBIF [Архівовано 3 березня 2016 у Wayback Machine.]
- NCBI
- Nomenclator Zoologicus
- ITIS [Архівовано 26 жовтня 2020 у Wayback Machine.]